# Bratronice u Kladna
Bratronice (deutsch Bratronitz) ist eine Gemeinde in Tschechien. Sie liegt elf Kilometer südwestlich von Kladno und gehört zum Okres Kladno.

## Geographie

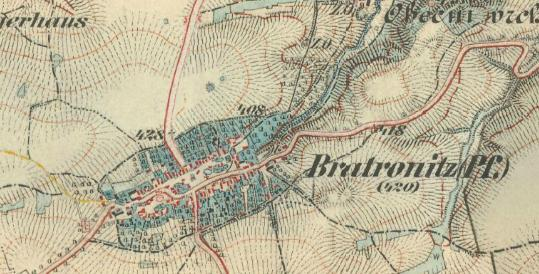
Bratronitz auf der Franzisco-Josephinische Landesaufnahme

Bratronice befindet sich in der Křivoklátská vrchovina. Das Dorf liegt rechtsseitig der Loděnice, die hier auch Kačák genannt wird, im Quellgebiet eines kleinen Zuflusses. Südwestlich entspringt die Vůznice. Westlich und südlich von Bratonice erstreckt sich das Landschaftsschutzgebiet Křivoklátsko, gegen Osten der Naturpark Povodí Kačáku. Nordöstlich erhebt sich der Obecní vrch (433 m), östlich der Brdce (Steinberg, 450 m), im Südosten der Vysoký vrch (Großberg, 486 m) und der Tuchonín (488 m), südlich die Kouty (473 m) sowie im Nordwesten der Krchůvek (472 m) und der Žilinský vrch (463 m). Durch Bratronice führt die Staatsstraße II/201 zwischen Křivoklát und Unhošť.
Nachbarorte sind Suchá Louka, Lhota, Borek, Syrových Mlýn, Zlivský Mlýn und Na Rybárně im Norden, Dolní Bezděkov und Horní Bezděkov im Nordosten, Mostecký Mlýn, Roučmídův Mlýn, Nouzov und Malé Kyšice im Osten, Pohodnice, Libečov und Chyňava im Südosten, Zelená Bouda, Hýskov, Stradonice und Nižbor im Süden, Kouty, Dřevíč, Běleč und Zbečno im Südwesten, Klíčava, Fialka und Leontýna im Westen sowie Šarváš, Nový Dvůr und Ploskov im Nordwesten.

## Geschichte
Bratronice wurde im Pürglitzer Wald an einem alten von Prag über Zbečno zur Burg Pürglitz führenden Jagdsteig angelegt. Die Anfänge der Besiedlung erfolgten auf dem Gebiet der heutigen Ziegelei im nordöstlichen Teil des Dorfes, den Siedlern oblag die Erhaltung des Steiges. Aus der regelmäßigen doppelzeiligen Anlage entlang eines langgestreckten Angers ist erkennbar, das Bratronice später als Angerdorf ausgebaut wurde.
Die erste schriftliche Erwähnung von Bratronicih erfolgte 1227 zusammen mit Hořelice, Dušníky und Chrášťany als Besitz des Benediktinerinnenklosters St. Georg auf der Prager Burg. 1352 wurde das Dorf als Bratronicz, 1367 als Bratczicz, 1369 als Brattrzicz und ab 1399 als Bratronicz bezeichnet. Am 7. Mai 1353 übertrug Karl IV. das Dorf zusammen mit Krupá, Žilina und Olešná den Mansionaren der Kirche des hl. Veit auf der Prager Burg. Während der Hussitenkriege wurde Bratronice der königlichen Herrschaft Pürglitz zugeschlagen. König Georg von Podiebrad verpfändete das Dorf 1460 an den Besitzer der Herrschaft Okoř, Bořivoj d. J. von Lochovice. Während der Herrschaft von König Ferdinand I. war Bratronice zusammen mit weiteren Dörfern zwischen 1558 und 1566 an den Besitzer der Herrschaft Muncifay, Jan Bořita von Martinic verpfändet. Später wurde das Dorf als Pfand für Geldanleihen der böhmischen Krone den Herren von Donín überlassen. 1658 verpfändete Kaiser Leopold I. die Kronherrschaft Pürglitz für drei Jahre an Johann Adolf von Schwarzenberg. Im Jahre 1685 verkaufte Leopold I. die Herrschaft an Ernst Joseph Graf von Waldstein. 1731 vererbte Johann Joseph Graf von Waldstein die Herrschaft an seine Tochter und Universalerbin Maria Anna Fürstin zu Fürstenberg, die sie 1756 testamentarisch mit der Herrschaft Kruschowitz und dem Gut Nischburg zu einem Familienfideikommiss von 400.000 Gulden vereinigte. Die eine Hälfte des Erbes fiel ihren Söhnen Joseph Wenzel zu Fürstenberg-Stühlingen und Karl Egon I. zu Fürstenberg zu, die andere ihren Töchtern Henriette Fürstin von Thurn und Taxis und Maria Theresia zu Fürstenberg. Als Fideikommisserben setzte sie ihren zweitgeborenen Sohn Karl Egon I. ein, der durch Ausgleich auch die Anteile seiner Geschwister erwarb. 1783 wurde in Bratronice eine Filialkirche geweiht, zuvor war das Dorf nach Zbečno eingepfarrt. Nach dem Tode von Karl Egon I. erbte 1787 dessen ältester Sohn Philipp Fürst zu Fürstenberg († 1790) den Besitz, ihm folgten seine Kinder Karl Gabriel zu Fürstenberg († 1799) und Leopoldine Prinzessin von Hessen-Rothenburg-Rheinfels. 1803 verzichteten die weiblichen Erben in einem Familienvergleich zugunsten des minderjährigen Karl Egon II. zu Fürstenberg und der fürstlichen und landgräflichen Häuser Fürstenberg; als Verwalter wurde bis zu dessen Volljährigkeit im Jahre 1817 Joachim Egon Landgraf von Fürstenberg eingesetzt.
Im Jahre 1843 bestand Bratronitz/Bratronice aus 74 Häusern mit 622 Einwohnern. Unter dem Patronat des Religionsfonds standen die Filialkirche Allerheiligen und eine Trivialschule. Abseits lagen ein Meierhof mit Schäferei (Borek), das Hegerhaus im oberstburggräflichen Wald Lipina, das Schwarwascher Hegerhaus (Šarváš) sowie am Lodenitzer Bach die Podmoster Mühle oder Brückenmühle (Mostecký mlýn) und die Rohrschmiedtmühle (Roučmídův mlýn). Bis zur Mitte des 19. Jahrhunderts blieb Bratronitz dem Fideikommiss Pürglitz untertänig.
Nach der Aufhebung der Patrimonialherrschaften bildete Bratronice / Bratronitz ab 1850 mit dem Ortsteil Běleč eine Gemeinde im Bezirk Rakonitz und Gerichtsbezirk Pürglitz. Nach dem Tode des Karl Egon II. zu Fürstenberg erbte 1854 dessen zweitgeborener Sohn Max Egon I. den Fideikommiss Pürglitz. Běleč löste sich 1880 los und bildete eine eigene Gemeinde. Im Jahre 1932 lebten in Bratronice 808 Personen. Im Zuge der Errichtung der Prager Linie des Tschechoslowakischen Walls wurde 1937 im Damm der Straßenbrücke über die Loděnice nach Dolní Bezděkov ein Bunker gebaut. 1949 wurde Bratronice aus dem Okres Rakovník in den Okres Kladno überwiesen. Am 1. Januar 1980 erfolgte die Eingemeindung von Běleč und Dolní Bezděkov. Seit dem 24. November 1990 bildet Běleč wieder eine eigene Gemeinde. Seit 2004 führt die Gemeinde ein Wappen und Banner.

## Ortsgliederung
Für Gemeinde Bratronice besteht aus den Ortsteilen Bratronice (Bratronitz) und Dolní Bezděkov (Unter Besdiekau). Zu Bratronice gehören die Einschichten Borek, Kaly, Kouty, Leontýna, Mostecký Mlýn, Roučmídův Mlýn und Šarváš.

## Sehenswürdigkeiten
- Spätbarocke Kirche Allerheiligen, erbaut 1780–1783
- Felsgipfel des Vysoký vrch mit Aussichtsturm
- Ruine der mittelalterlichen Jagdburg Jenčov, südwestlich des Dorfes
- Bunker der Prager Linie im Damm der Straßenbrücke über die Loděnice nach Dolní Bezděkov, die außergewöhnliche Anlage wurde 1997 unter Denkmalschutz gestellt
- Zwei Meilensteine der alten Königsstraße von Prag nach Pürglitz mit eingeschnitzten Kreuzen
- Kapelle der Jungfrau Maria an einer wundertätigen Quelle im Tal des Baches Žlábek südöstlich von Bratronice, errichtet 1649. Sie wurde im Jahre 2000 instand gesetzt.
- Bauernhöfe Nr. 10 und 26

Sehenswürdigkeiten
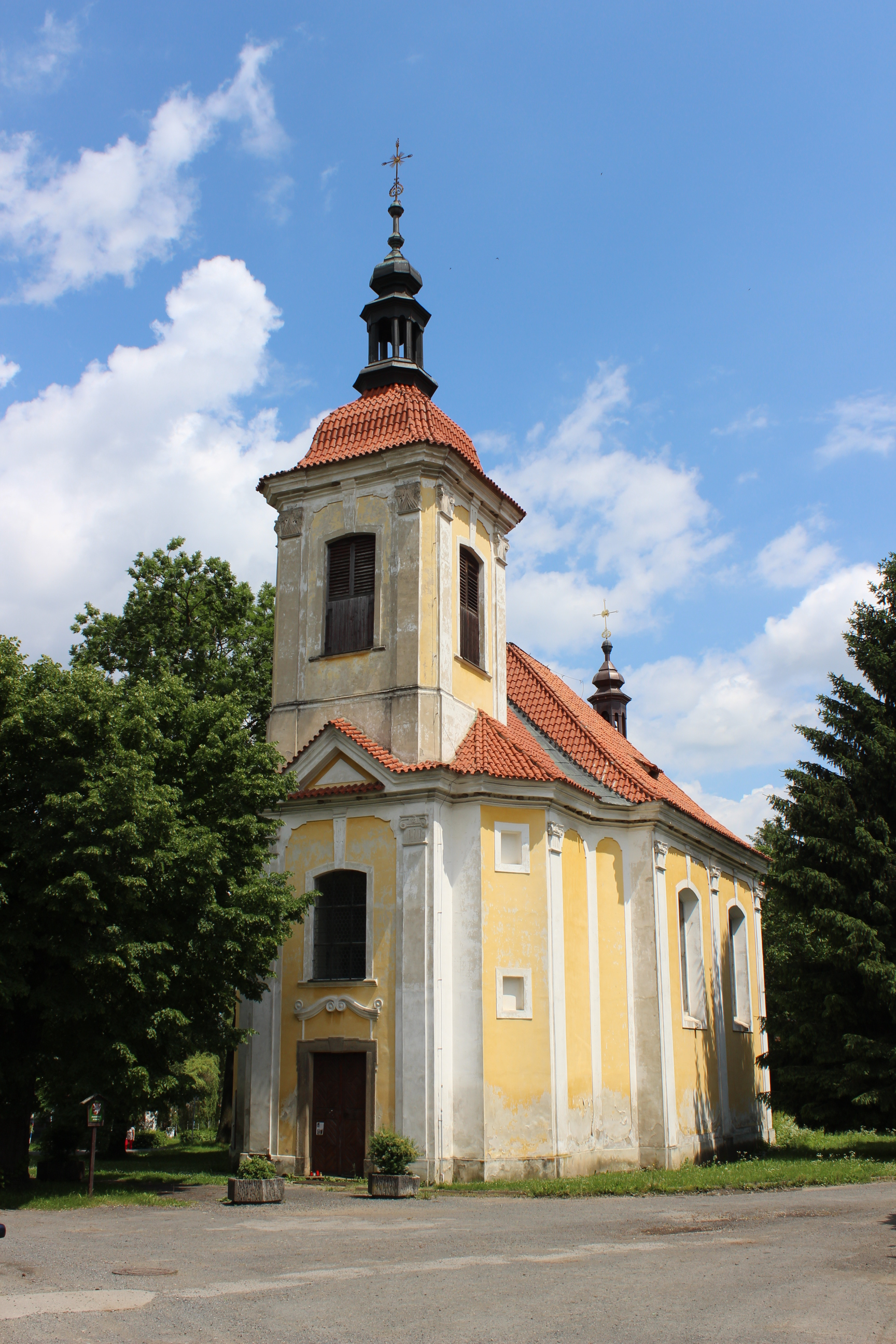
Kirche Aller Heiligen
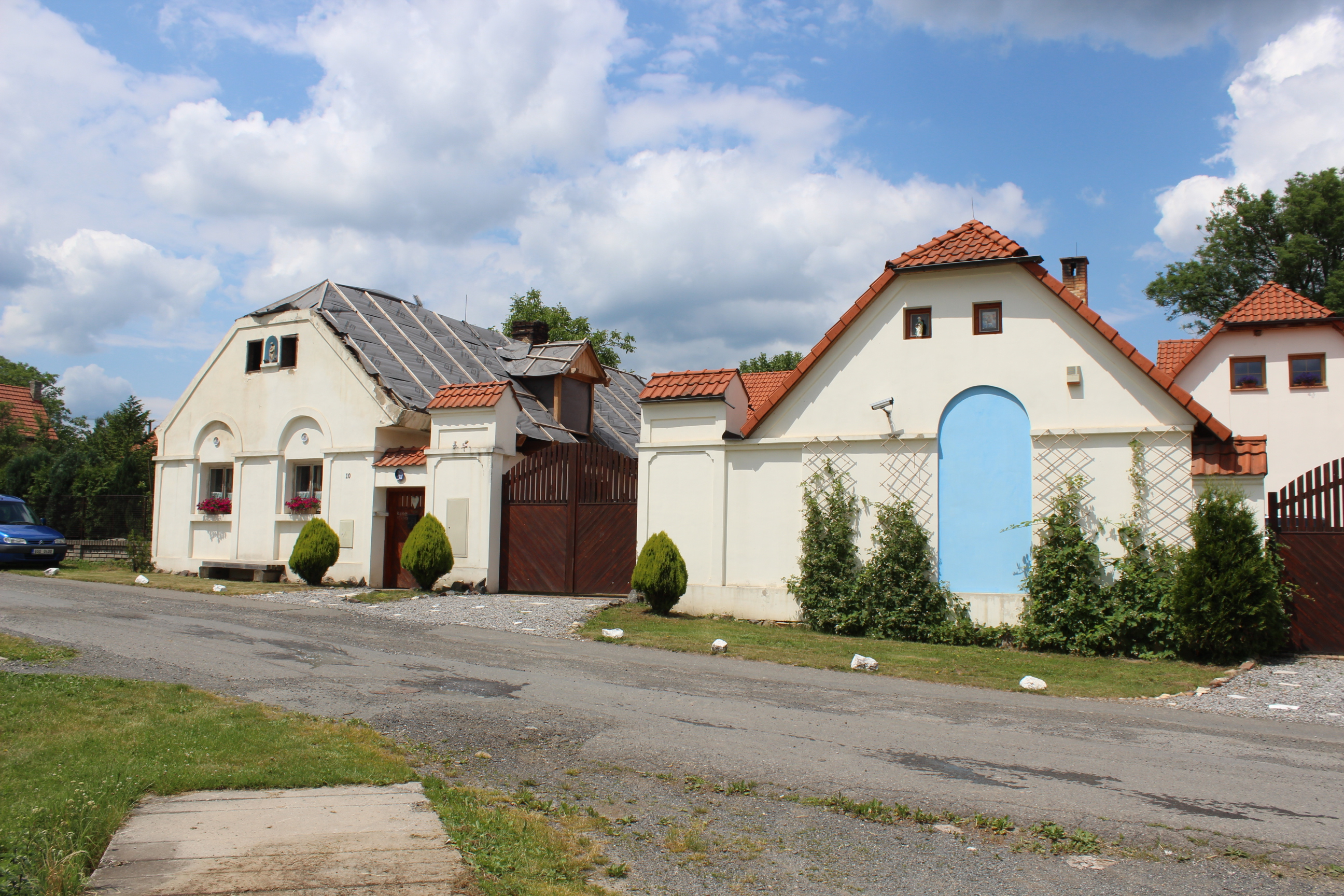
Denkmalgeschütztes Gehöft Bratrinice Nr. 10
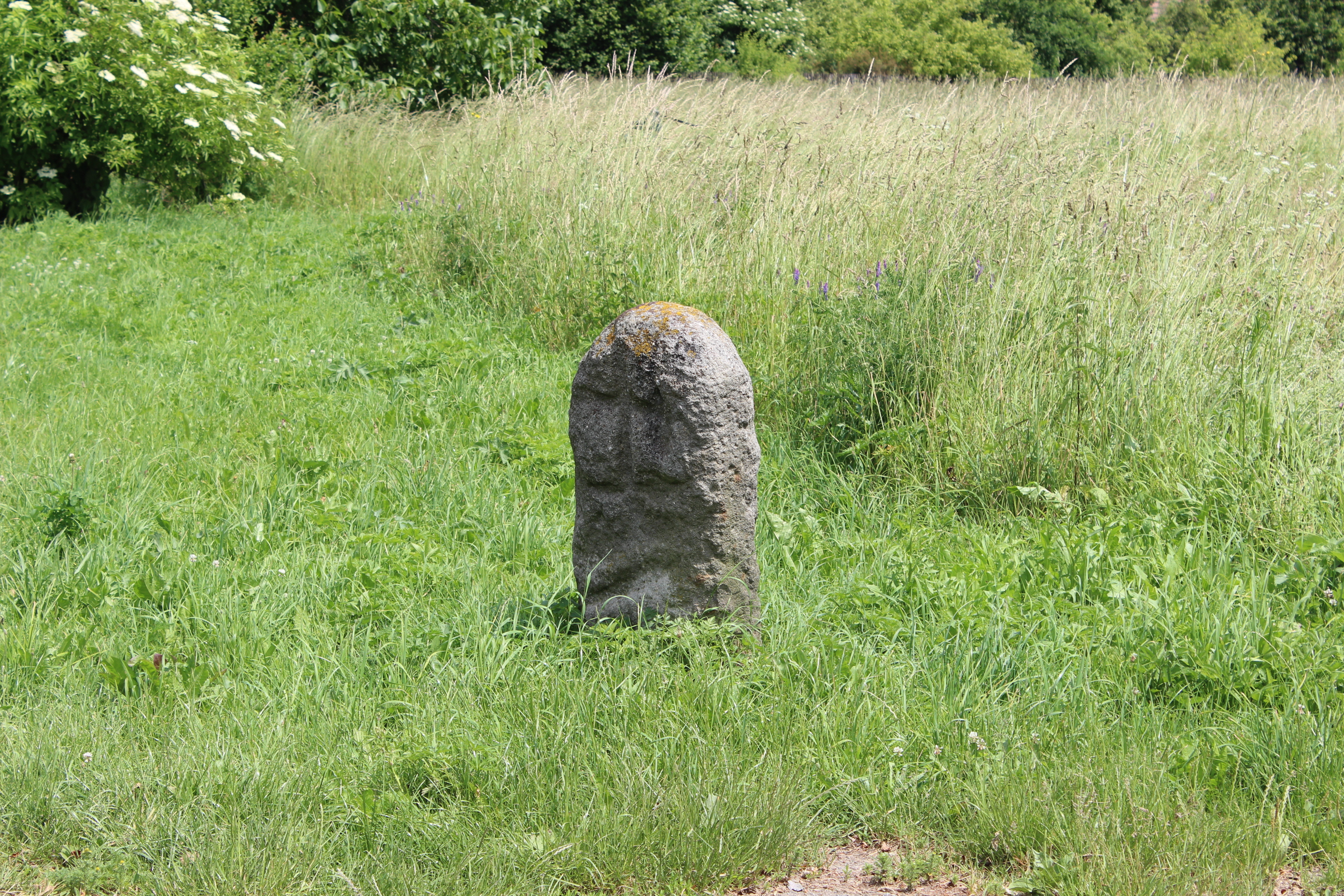
Meilenstein am Fußballplatz
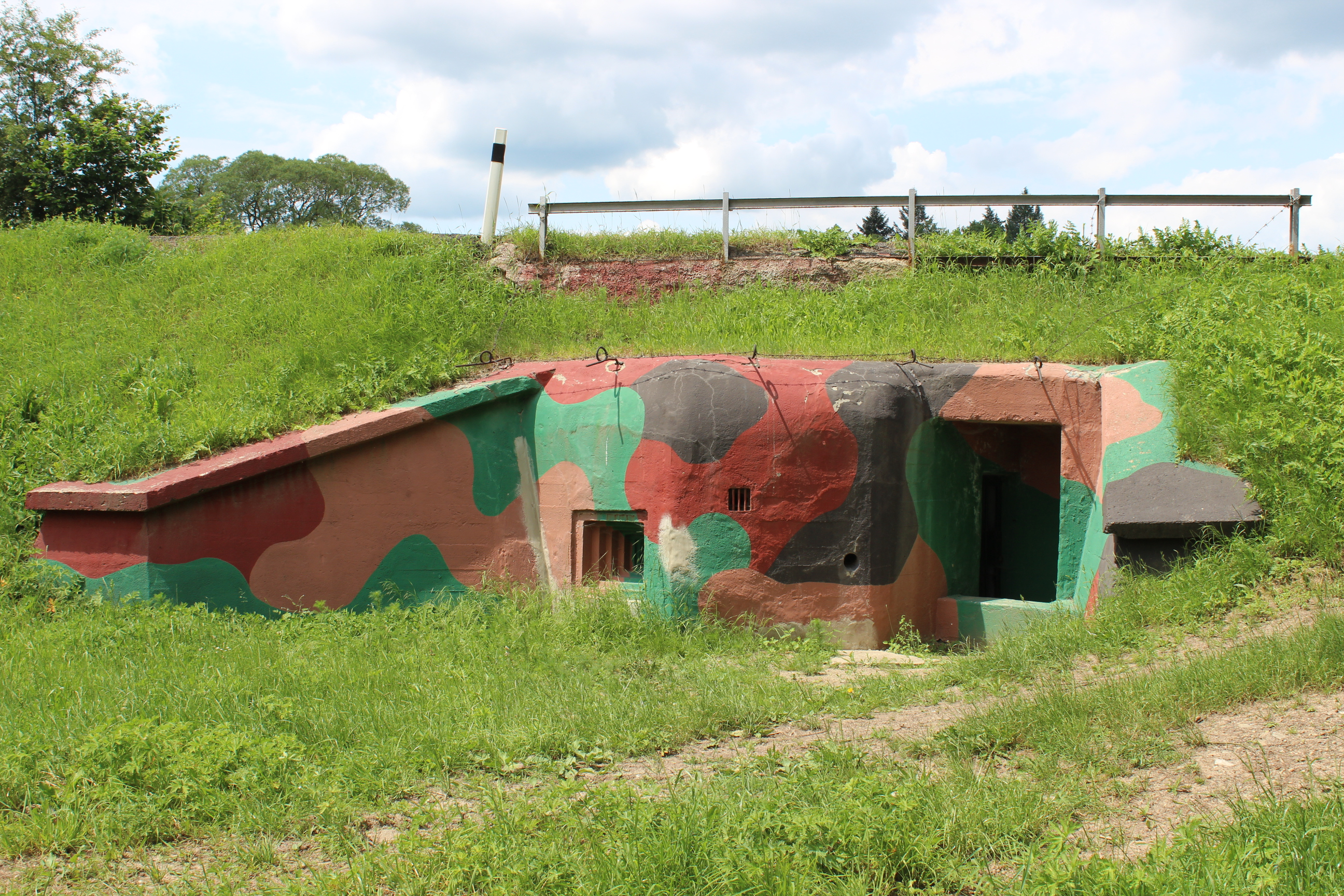
Bunker der Prager Linie

## Persönlichkeiten
- Petr Haničinec (1930–2007), der Schauspieler verbrachte seinen Lebensabend in Bratronice und wurde auf dem örtlichen Friedhof beigesetzt.